# Улицы разбитых фонарей
«У́лицы разби́тых фонаре́й» — российский детективный телевизионный сериал, выходил на телевидении с 1998 по 2019 год. Первые (пилотные) серии были сняты с 1995 по 1996 год. Первая и (частично) вторая части сняты по мотивам произведений писателя и журналиста, бывшего работника милиции Андрея Кивинова. Сериал насчитывает 16 сезонов. В нём рассказывается о буднях сотрудников милиции, впоследствии, с 12-го сезона — полиции. Каждая серия представляет собой отдельное детективное расследование. До 2022 года являлся самым продолжительным (по времени в эфире, но не по количеству серий) сериалом в истории российского телевидения, затем рекорд был побит сериалом «Тайны следствия», у которого на 2025 год выпущено 25 сезонов.
В 1999 году руководство ГУВД Санкт-Петербурга и Ленинградской области наградило актёрский состав детективного сериала статуэтками «За доблесть и создание положительного образа милиционера при выполнении служебного долга».

## История
Съёмки начались 25 октября 1995 года.
Первые 8 серий снимались в 1995—1996 годах по мотивам произведений Андрея Кивинова, работавшего тогда в отделе по раскрытию умышленных убийств Кировского РУВД Санкт-Петербурга. Заказчиком телесериала изначально выступал телеканал РТР, но новое руководство, пришедшее на канал весной 1996 года, отказалось показывать его из-за низкого качества изображения и звука, а также по причине долгов канала за озвучивание американского сериала «Санта-Барбара» перед компанией «Русское видео-фильм».
В 1997 году ушедшие с РТР Павел Корчагин и Сергей Скворцов вместе с медиаменеджером Владимиром Гусинским приняли решение выкупить у «второй кнопки» права на показ, а также кассеты с первыми сериями для показа сериала на ТНТ, где 4 января 1998 года премьера сериала и состоялась.
Первый сезон сериала в период осени-зимы 1998 года был также показан на ОРТ в прайм-тайме в связи с тем, что генеральный продюсер ОРТ Константин Эрнст оценил успех сериала в эфире ТНТ. «Менты» в премьерном показе на ОРТ имели рейтинг 15 % при доле в 35 % телезрителей.
Андрей Кивинов оставался сценаристом первого сезона (33 серии), до 1999 года, после чего продолжал консультировать.
С 1999 года старые серии сериала транслировал телеканал НТВ и ТВ-6 — уже новые серии (7—12 сезон). С мая 2001 по январь 2002 года, в связи с изменением руководства на НТВ, повторы старых серий и премьеры ряда новых выходили в эфире канала ТВ-6. После закрытия канала ТВ-6, сериал вернулся обратно на НТВ.
Евгений Киселёв вспоминал:

«…году эдак в 1997-м на большинстве телеканалов просто не было такого явления, как российские сериалы. И Гусинский не верил в то, что отечественный продукт сможет составить конкуренцию американским сериалам вроде «Скорой помощи» или «Крутого Уокера», которые тогда шли на НТВ сезон за сезоном. Он согласился профинансировать производство первого сезона «Улиц разбитых фонарей». Но при условии, что НТВ рисковать не будет, и права на премьерный показ сериала будут проданы ОРТ. Когда сериал был признан главным событием телевизионного года, Гусинский, как только он умел это делать, развернулся на 180 градусов и за считанные недели начал разворачивать собственное кинопроизводство».
Также в 2004, 2005, 2007 и 2012 первые сезоны сериала повторял «Первый канал». В феврале 2004 года на том же канале состоялся премьерный показ пятого сезона, последнего с участием старого актёрского состава. Повторные показы старых серий также сопровождались высокими рейтинговыми показателями, особенно в 2004 и 2005 годах.

## Главные роли

### Руководство УВД/УМВД
- Юрий Александрович Петренко, «Мухомор» (Юрий Кузнецов) — подполковник милиции, начальник РУВД России по Петроградскому району Санкт-Петербурга (1—5 сезоны)
- Андрей Петрович Ершов, «Дед» (Леонид Куравлёв) — полковник милиции, начальник РУВД России по Петроградскому району Санкт-Петербурга (6—8 сезоны)
- Олег Георгиевич Соловец, «Георгич» (Александр Половцев) — майор милиции (1—8 сезоны), подполковник милиции / полиции (9—15 сезоны), полковник полиции (15—16 сезоны); начальник ОУР РУВД России по Петроградскому району Санкт-Петербурга (1—8 сезоны), начальник РУВД России по Петроградскому району Санкт-Петербурга (9—10 сезоны), начальник ОУР межрайонного УМВД России Санкт-Петербурга (10—15 сезоны), начальник межрайонного УМВД России Санкт-Петербурга (15—16 сезоны)
- Геннадий Антонович Фирсов, «Кефирыч» (Георгий Штиль) — полковник милиции / полиции, начальник межрайонного УМВД России Санкт-Петербурга (10—13 сезоны)
- Игорь Сергеевич Градовиков (Андрей Зибров) — полковник полиции, начальник межрайонного УМВД России Санкт-Петербурга (13—15 сезоны)
- Сергей Игоревич Кукушкин (Николай Смирнов) — полковник полиции, исполняющий обязанности начальника межрайонного УМВД России Санкт-Петербурга (15 сезон)
- Василий Сергеевич Подгорулько (Владимир Дюков-Самарский) — генерал-майор милиции, начальник ГУВД России по Санкт-Петербургу и Ленинградской области (6—8 сезоны)
- Сергей Васильевич Баринов (Александр Тютрюмов) — генерал-майор милиции / полиции, начальник ГУ МВД России по Санкт-Петербургу и Ленинградской области (10—12 сезоны)
- Алексей Николаевич Мерзлякин (Борис Клюев) — генерал-майор полиции, начальник ГУ МВД России по Санкт-Петербургу и Ленинградской области (13—16 сезоны)
- Борис Михайлович Чердынцев (Борис Чердынцев) — майор милиции / полиции, начальник дежурной части РУВД России по Петроградскому району Санкт-Петербурга (1—10 сезоны), начальник дежурной части межрайонного УМВД России Санкт-Петербурга (10—16 сезоны)

### Оперативный состав УВД/УМВД
- Владимир Сергеевич Казанцев, «Казанова» (Александр Лыков) — капитан милиции, старший оперуполномоченный ОУР РУВД России по Петроградскому району Санкт-Петербурга (1—2 сезоны)
- Андрей Васильевич Ларин (Алексей Нилов) — капитан милиции, старший оперуполномоченный ОУР РУВД России по Петроградскому району Санкт-Петербурга (1—5 сезоны)[18]
- Анатолий Сергеевич (Валентинович) Дукалис (Сергей Селин) — старший лейтенант милиции, оперуполномоченный ОУР РУВД России по Петроградскому району Санкт-Петербурга (1—5 сезоны)
- Анастасия Рюриковна Абдулова (Анастасия Мельникова) — старший лейтенант милиции, оперуполномоченный ОУР РУВД России по Петроградскому району Санкт-Петербурга (1—5 сезоны)
- Вячеслав Юрьевич Волков (Михаил Трухин) — лейтенант милиции (1 сезон), старший лейтенант милиции (1—5 сезоны), капитан милиции (5—8 сезоны), майор милиции / полиции (9—14 сезоны); оперуполномоченный ОУР РУВД России по Петроградскому району Санкт-Петербурга (1—5 сезоны), старший оперуполномоченный ОУР РУВД России по Петроградскому району Санкт-Петербурга (6—8 сезоны), начальник ОУР РУВД России по Петроградскому району Санкт-Петербурга (9—10 сезоны), заместитель начальника ОУР межрайонного УМВД России Санкт-Петербурга (10—14 сезоны)
- Эдуард Каразия (Кирилл Ульянов) — курсант школы милиции, младший лейтенант милиции; оперуполномоченный РУВД России по Петроградскому району Санкт-Петербурга (1—2 сезоны)
- Кирилл Евгеньевич Порохня (Оскар Кучера) — лейтенант милиции (6—8 сезоны), старший лейтенант милиции (10—11 сезоны), капитан полиции (13—14 сезоны); оперуполномоченный РУВД России по Петроградскому району Санкт-Петербурга (6—8 сезоны), оперуполномоченный межрайонного УМВД России Санкт-Петербурга (10—11, 13—14 сезоны)
- Николай Сергеевич Дымов, «Самурай» (Евгений Дятлов) — капитан, майор милиции; оперуполномоченный РУВД России по Петроградскому району Санкт-Петербурга (6—10 сезоны), оперуполномоченный межрайонного УМВД России Санкт-Петербурга (10—12 сезоны)
- Андрей Васильевич Рыданов (Олег Андреев) — старший лейтенант милиции / полиции (9—13 сезоны), капитан полиции (14—16 сезоны); оперуполномоченный РУВД России по Петроградскому району Санкт-Петербурга (9—10 сезоны), оперуполномоченный межрайонного УМВД России Санкт-Петербурга (10—16 сезоны)
- Иван Кашкин (Алексей Кашников) — рядовой милиции, младший лейтенант милиции; курсант школы милиции, оперуполномоченный ОУР РУВД России по Петроградскому району Санкт-Петербурга (6-9 сезоны)
- Павел Аркадьевич Потапов (Александр Нестеров) — лейтенант милиции / полиции (9—15 сезоны), капитан полиции (15—16 сезоны); оперуполномоченный РУВД России по Петроградскому району Санкт-Петербурга (9—10 сезоны), оперуполномоченный межрайонного УМВД России Санкт-Петербурга (15—16 сезоны)
- Екатерина Ивановна Лапина (Юлия Шубарева) — младший лейтенант милиции, внучка полковника Ершова (9—10 сезоны)
- Ольга Матвеевна Ушакова (Мария Валешная) — старший лейтенант милиции (10—11 сезоны)
- Анна Валерьевна Савина (Вероника Норина) — лейтенант полиции (12—13 сезоны)
- Лев Филиппович Глушко (Андрей Кайков) — старший лейтенант полиции (12—13 сезоны)
- Антон Дмитриевич Барский (Артём Карасёв) — лейтенант полиции (12 сезон)
- Игорь Викторович Крымов (Михаил Лучко) — капитан полиции (12—14 сезоны), майор полиции (15—16 сезоны); заместитель начальника ОУР межрайонного УМВД России Санкт-Петербурга (15 сезон), начальник ОУР межрайонного УМВД России Санкт-Петербурга (16 сезон)
- Виктор Иванович Зайчик (Андрей Обарухин) — старший лейтенант полиции (13 сезон)
- Николь Николаевна Егоркина (Елена Вожакина) — лейтенант полиции, оперуполномоченный межрайонного УМВД России Санкт-Петербурга (13—14 сезоны)
- Маргарита Николаевна Потапенко, «Марго» (Елена Купрашевич) — старший лейтенант полиции (13—16 сезоны)
- Лев Александрович Пироговский (Антон Багров) — старший лейтенант полиции (15 сезон)
- Элла Дмитриева (Ольга Михайлова) — лейтенант полиции (16 сезон), племянница генерала Мерзлякина
- Богдан Золотов (Евгений Добряков) — капитан полиции, оперуполномоченный межрайонного УМВД России Санкт-Петербурга (16 сезон)

### Другие постоянные персонажи
- Александр Александрович Калинин, «Сан Саныч» (Игорь Шибанов) — эксперт-криминалист (2—14 сезоны)
- Алексей Иванович Семёнов, «Леша» (Алексей Семёнов) — эксперт-криминалист (3—16 сезоны)
- Юрий (Юрий Трунилов) — фотограф состава опергруппы (2—13 сезоны)
- Павел Николаевич Точилин (Владимир Баранов) — старший лейтенант милиции, участковый-уполномоченный (5—13 сезоны)
- Фёдор Намочилин (Евгений Тележкин) — участковый-уполномоченный (13 сезон)
- Сергей Петрович Лобанов, «Серж», «Лобаныч» (Альберт Барбарич) — сотрудник отделения краж ОУР РУВД России по Петроградскому району Санкт-Петербурга (9—10 сезоны), сотрудник 2 отдела межрайонного УМВД России Санкт-Петербурга (10—11 сезоны); младший лейтенант милиции (10—11 сезон); технический специалист, программист (12—13 сезоны)
- Василий Ковальченко (Алексей Романович) — технический специалист (14 сезон)
- Никита Кудасов, «Никитос» (Игорь Ключников) — технический специалист, программист (15—16 сезоны)
- Иван Алексеевич Булкин, «Бублик» (Алексей Телеш) — следователь СК России, майор юстиции (14—16 сезоны)
- Олеся Петрова (Полина Приходько) — старший лейтенант полиции, сотрудник пресс-службы ГУВД России по Санкт-Петербургу и Ленинградской области (13—16 сезоны)
- Осликов (Сергей Радуто) — майор полиции, начальник отдела краж межрайонного УМВД России Санкт-Петербурга (15-16 сезоны)
- Лесной (Сергей Агеенков) — полковник милиции, начальник УУР ГУ МВД России по Санкт-Петербургу и Ленинградской области (8—9 сезон)
- Анна Петровна Васнецова (Анна Григорчук, в титрах Жукова) — капитан милиции, оперуполномоченный УСБ ГУ МВД России по Санкт-Петербургу и Ленинградской области (9—12 сезоны)
- Андрей (Андрей Котов) — капитан милиции, начальник архива межрайнного УМВД России Санкт-Петербурга (10—12 сезоны)
- Алексей Бочкин (Антон Захаров) — майор, дежурный МУВД России Санкт-Петербурга (15—16 сезоны)
- Александр (Александр Павельев) — эксперт-баллист (7 сезон)
- Юрий (Юрий Гончаров) — эксперт-криминалист (8 сезон)
- Дмитрий (Дмитрий Гудим) — судмедэксперт (13 сезон)
- Ольга (Екатерина Белова) — сотрудник межрайонного УМВД России Санкт-Петербурга, младший лейтенант полиции (16 сезон)
- Андрей Герасимов (Павел Захаров) — сотрудник отдела К (7—9 сезоны)
- Алексей Гусев (Александр Майоров) — курсант школы милиции (8 сезон), младший лейтенант милиции; ухажёр Екатерины Лапиной (9 сезон)
- Иваныч (Валерий Кравченко) — водитель УАЗа (1 сезон)
- Виктор (Виктор Григорьев) — водитель оперативной машины (6—9 сезоны)
- Виктор (Георгий Медведев) — водитель УАЗа (10—12 сезоны)
- Варвара Замахина (Валерия Кудрявцева) — хозяйка кафе «Гвоздика», подруга и помощница "ментов" (6—8 сезоны)
- Мария (Вера Ключева) — официантка в кафе «Гвоздика» (6 сезон)
- Екатерина (Екатерина Разуваева) — официантка в кафе «Гвоздика» (7 сезон)
- Екатерина (Надежда Сверчкова) — официантка в кафе, где обедают "менты" (8—9 сезоны)
- Валерия Петровна (Любовь Володина) — уборщица межрайонного УМВД России (11 сезон)
- Виктория (Виктория Матвеева) — повариха в столовой межрайонного УМВД России (14 сезон)
- Надежда (Надежда Герман) — буфетчица в столовой межрайонного УМВД России (16 сезон)
- Мария (Александра Фатхи) — подруга Ларина, жена Ларина (1 сезон)
- Юлия (Юлия Соболевская) — жена Соловца (2—13 сезоны)
- Степан (Степан Половцев) — сын Соловца (2—13 сезоны)
- Наталья (Наталья Тарыничева) — жена Крымова (13—16 сезоны)
- Пеликан (Станислав Соколов) — осведомитель милиции (1 сезон)
- Альберт Померанцев (Виктор Бычков) — бомж, осведомитель милиции (1—2 сезоны)
- Степаныч (Сергей Барковский) — бомж, осведомитель милиции (1—3 сезоны)
- Игорь Петрович Никулин «Петрович» (Игорь Вуколов) — бомж, осведомитель милиции (1—12 сезоны)
- Олег Владимирович Сыроватов, «Хомяк» (Владимир Миронов) — осведомитель милиции (4—10 сезоны)
- Арнольд Игоревич Шипинский, «Шаляпин» (Александр Иванов) — осведомитель милиции (5—13 сезоны)
- Анисимов, «Репин» (Иван Кожевников) — художник, информатор милиции (10, 12—13 сезоны)
- Эдуард Леонидович Заславский (Юрий Гальцев) — риэлтор, информатор милиции (12 сезон)
- Вениамин Верещагин, «Веник» (Андрей Крушинский) — «авторитетный бизнесмен», осведомитель Соловца (14—16 сезоны)
- «Гайка» (Филипп Дьячков) — осведомитель полиции (14 сезон)
- Геращенко (Радмил Хайрутдинов) — информатор полиции (14—15 сезоны).

## Мнения
Журналист Сергей Беднов так объясняет причину популярности телесериала среди зрителей:

За что зритель полюбил героев «Улиц разбитых фонарей»? За достоверность. За то, что с преступниками не церемонятся. За то, что, постоянно рискуя жизнью, вкалывают за нищенскую зарплату. Что с юмором переносят трудности работы в отделении милиции, где и того нет, и сего нет, и компьютер старенький один на всех, и «Волга» служебная вечно на ремонте. Что с удовольствием выпивают после очередного раскрытого дела, а то и просто по окончании рабочего дня. За то, что свои в доску. Не случайно именно с выходом того сериала на экран слово «мент» перестало быть ругательным. А молодёжь снова пошла на службу в правоохранительные органы. Да и вообще всё в «Улицах» было узнаваемым — город, подъезды, люди, преступления.

Леонид Парфёнов в онлайн-версии «Намедни. Наша Эра» подчеркнул, что формулой успеха по-русски стала малобюджетная экранизация детективов Андрея Кивинова: грязные улицы Петербурга, проходные дворы, коммуналки, служебные кабинеты с конторской мебелью и никаких звёздных лиц. Слово «менты» прежде считалось бранно-блатным, но МВД наградило актёров «за создание положительного образа милиционера». Герой сериала больше не идеален, как Штирлиц: он говорит уличным языком, может кричать, угрожать и ударить, но в каждой серии честно ищет и находит злодеев. Успех у питерской пятёрки мгновенный и всенародный. Хорошо понимающая цену чужой и своей славе, Алла Пугачёва на Новый год перепевает с актёрами свой хит: «Где разбитые менты обретают снова силу высоты» (в оригинале — «мечты»). Все западные сериалы померкли, телекомпаниям и зрителям оказались нужны российские — с узнаваемыми проблемами, ситуациями, обстановкой, с диалогами без перевода и родным юмором.
Актёры, по словам Нилова, не хотели на съёмках петь песню Пугачёвой «Позови меня с собой», из-за трагической судьбы автора песни Татьяны Снежиной, и специально исполнили песню «злобно», однако она стала хитом среди поклонников сериала.

## Награды
- Премия «ТЭФИ» в номинации «Лучший телепроект года» (май 1999 года)[22].
- Премия «ТЭФИ» в номинации «Телевизионный игровой (художественный) фильм или сериал» (май 1999 года)[22].
- Сериал дважды становился лауреатом Международного телекинофорума «Вместе» (2000, 2005) как самый продолжительный проект российского телевизионного кино[23].
- Премия «Музей русского сериала».